# Kykula pri kríži
Kykula pri kríži este o arie protejată (arie specială de conservare — SAC, sit de importanță comunitară — SCI) din Slovacia întinsă pe o suprafață de 20,91 ha, integral pe uscat.

## Localizare
Centrul sitului Kykula pri kríži este situat la coordonatele 48°54′44″N 17°52′42″E / 48.912284°N 17.87827°E.

## Înființare
Situl Kykula pri kríži a fost declarat sit de importanță comunitară în decembrie 2021.

## Biodiversitate
Situată în ecoregiunea alpină, aria protejată conține 1 habitat natural: Fânețe de joasă altitudine (Alopecurus pratensis, Sanguisorba officinalis).
La baza desemnării sitului se află un număr nedeclarat de specii protejate.
Pe lângă speciile protejate, pe teritoriul sitului au mai fost identificate 1 specie de plante.